# カーリル (企業)
株式会社カーリルは、岐阜県中津川市に本社を置き、図書館蔵書検索サイト「カーリル」の開発・運用を主な事業とするIT企業である。

## 概要
吉本龍司により2012年（平成24年）6月4日に設立。2010年（平成22年）3月に公開した下記の図書館蔵書検索サービス「カーリル」の運営を管理するための起業で、同事業を軸として一連の図書館検索サービスの運営や開発を行っている。また、同社による自社紹介では「中津川、東京、京都に分散して働いている」という記述があり、各社員が分散して就業している事を述べている。

## 提供サービス
カーリル
図書館蔵書検索サービス。国内の複数図書館を横断検索可能。
haika
ウェブブラウザ上で編集可能な図書館配架図エディタ。
リッテルナビゲーター
図書館分類とWikipediaカテゴリを使用した図書館レファレンス支援システム。2017年（平成29年）3月、開発元の株式会社ネクストより事業譲渡契約を締結し、営業権及び特許使用権を取得。
openBD
書誌、書影情報を提供する、版元ドットコムとの共同プロジェクト。2017年公開。